# Castell d'Aizkraukle
El castell d'Aizkraukle (Aizkraukles pils en letó i Ascheraden en alemany) és un castell medieval en runes, situat al costat dret del riu Daugava, a l'oest de la ciutat d'Aizkraukle, a Letònia. Va ser construït durant la segona meitat del segle xiv per l'Orde Livonià. Entre 1334 i 1480 va ser la seu d'un komtur.
En 1559 va ser assetjat pels polonesos i en 1577 va ser capturat pels russos. El castell encara estava en peu en 1633, però es trobava en runes cap al 1680. Els fonaments encara són visibles avui en dia, i un fragment de mur de cinc metres d'alçària encara es troba en peu. Les runes pintoresques són un atractiu turístic local prou popular.
L'estructura no s'ha de confondre amb l'antic castell d'Aizkraukle (Vecaizkraukles pilskalns en letó i Alt-Ascheraden en alemany), un altre castell medieval, del segle xiii, un pocs quilòmetres riu avall.